# Fernmeldeturm Dissen
Der Fernmeldeturm Dissen ist ein Fernmeldeturm (Typenturm) im Teutoburger Wald, Landkreis Osnabrück, Niedersachsen (Deutschland). Er steht auf dem nördlich von Dissen gelegenen Berg Steinegge (266 m).
Das Bauwerk ist 61 Meter hoch, wurde in Stahlbetonbauweise errichtet und verfügt über eine Aussichtsplattform in 25 Metern Höhe, die über eine an der Außenseite des Turms angebrachte Wendeltreppe zugänglich ist.